# Mistrovství Evropy v plaveckých sportech 2004
Mistrovství Evropy v plaveckých sportech za rok 2004 proběhlo v Madridu, Španělsko ve dnech 10. až 16. května 2004.
Soutěže
- Plavání
- Plavání na otevřené vodě
- Skoky do vody
- Umělecké plavání